# Coppa Italia 1970 (hockey su pista)
La Coppa Italia 1970 è stata la 5ª edizione della principale coppa nazionale italiana di hockey su pista. La manifestazione si è conclusa il 17 ottobre 1970.
Il trofeo è stato conquistato dal Novara per la quarta volta nella sua storia.

## Risultati

### Semifinali
| Squadra 1        | Risultato | Squadra 2 |
| ---------------- | --------- | --------- |
| 3 ottobre 1970   |           |           |
| Laverda Breganze | ? - ?     | ?         |
| Novara           | 3 - 2     | Monza     |

### Finale
| Squadra 1        | Totale  | Squadra 2 | Andata | Ritorno |
| ---------------- | ------- | --------- | ------ | ------- |
| Laverda Breganze | 10 - 17 | Novara    | 8 – 8  | 2 – 9   |

#### Gara di andata
| Breganze 10 ottobre 1970 | Laverda Breganze | 8 – 8 | Novara |  |

| Laverda Breganze |  |                       |
|                  |  |                       |
| E                |  | Beniamino Battistella |
|                  |  | Gino Borgatello       |
|                  |  | Lino Borghesan        |
|                  |  | Aronne Cerato         |
|                  |  | Mariano Moresco       |
|                  |  | Mario Saccardo        |
|                  |  | Renato Saccardo       |
| Allenatore:      |  |                       |
|                  |  |                       |

| Novara             |  |                   |
|                    |  |                   |
|                    |  | Gianpietro Aina   |
|                    |  | Pierluigi Colombo |
|                    |  | Daniele Maderna   |
|                    |  | Erasmo Marcon     |
| E                  |  | Franco Mora       |
| E                  |  | Robert Olthoff    |
|                    |  | Mario Romussi     |
| E                  |  | Renzo Zaffinetti  |
| Allenatore:        |  |                   |
| Ferruccio Panagini |  |                   |

#### Gara di ritorno
| Novara 17 ottobre 1970 | Novara | 9 – 2 | Laverda Breganze | Pista in viale Buonarroti |

| Novara             |  |                   |
|                    |  |                   |
|                    |  | Gianpietro Aina   |
|                    |  | Pierluigi Colombo |
|                    |  | Daniele Maderna   |
|                    |  | Erasmo Marcon     |
| E                  |  | Franco Mora       |
| E                  |  | Robert Olthoff    |
|                    |  | Mario Romussi     |
| E                  |  | Renzo Zaffinetti  |
| Allenatore:        |  |                   |
| Ferruccio Panagini |  |                   |

| Laverda Breganze |  |                       |
|                  |  |                       |
| E                |  | Beniamino Battistella |
|                  |  | Gino Borgatello       |
|                  |  | Lino Borghesan        |
|                  |  | Aronne Cerato         |
|                  |  | Mariano Moresco       |
|                  |  | Mario Saccardo        |
|                  |  | Renato Saccardo       |
| Allenatore:      |  |                       |
|                  |  |                       |